# Décret du 8 novembre 1928
Lire en ligne

sur Légifrance

Le décret du 8 novembre 1928 est un décret français issu du droit colonial, portant statut des métis nés de parents légalement inconnus en Indochine. Il est remarquable par le fait qu'il évoque une « race française ». 
Pris le 4 novembre 1928, le décret est paru au Journal officiel le 8 novembre 1928 et est connu sous cette dernière appellation, contrairement à la coutume de désigner les décrets par leur date d'adoption.

## Application du texte
Le décret de novembre 1928 se réfère à l'article 18 du sénatus-consulte du 3 mai 1854 qui règle la constitution des colonies de Martinique, de la Guadeloupe et de la Réunion ; cet article dispose que « les colonies autres que la Martinique, la Guadeloupe et la Réunion seront régies par décrets de l'Empereur ».

Le projet de décret de novembre 1928 est validé par le Conseil d'État le 2 août 1928. Selon le rapport au président de la République fait par le ministre des colonies, Léon Perrier : 

« Il permet à tout individu né en Indochine de parents dont l'un, demeuré légalement inconnu, est présumé de race française, de se prévaloir de la qualité de citoyen français sous certaines conditions. Pour cela une action juridique devra être intentée devant la Juridiction française par l'Intéressé lui-même s'il est majeur ou, s'il est mineur, soit par le ministère public, soit par une société protectrice de l'enfance agréée par l'administration. La présomption que le père eu la mère demeuré légalement inconnu est d'origine française pourra être établie par tous les moyens, notamment par le nom de l'enfant, le fait qu'il a reçu une formation, une éducation et une culture françaises, sa situation dans la société. Le jugement reconnaissant la qualité de citoyen français à un enfant mineur lui désignera en même temps un tuteur. Ce jugement devra dans tous les cas être transcrit sur les registres de l'état civil français et tiendra lieu d'acte de naissance. »

Ce décret oublié, remis en lumière en 2007 par l'historienne Emmanuelle Saada, est adopté après plusieurs décennies de controverses sur le statut juridique des métis dans la société coloniale indochinoise. Il permet l'acquisition de la citoyenneté française par plusieurs milliers d'enfants nés de mère indigène et de père inconnu « présumé de race française », un colon n'ayant pas reconnu l'enfant.
En effet, la nécessité de prendre en compte la question du statut des métis dans la société indochinoise est posée dès dans les années 1890 par des juristes, des administrateurs et des philanthropes, car leur statut est contradictoire, à la fois « français par la race et la couleur de la peau, mais indigènes par leur statut juridique et leurs mœurs ». La grande majorité des métis aux colonies étaient issus de père français et de mère indigène, le cas inverse, d'une mère française, se posa surtout en métropole pendant la Première Guerre mondiale. Souvent délaissés par leur père biologique colon français, « les enfants métis sont perçus comme des déclassés, dont on craint les sentiments de frustration et de révolte contre le système colonial ».
Le décret ne limitant pas les moyens de reconnaissance de la race française, les administrateurs et juristes puisèrent au-delà des variations de couleur de peau : politesse, standing, sports, habitudes, séjours à la mer et à la montagne : tous ces éléments furent pris en compte dans des cas de naturalisation de Vietnamiens souhaitant devenir français. L'historien canadien Eric T. Jennings relève que la logique coloniale, le décret devait « non pas punir, mais bien secourir les métis en les extirpant d'un « milieu malsain » qui les aurait conduits à basculer du côté indigène de leur identité ».
Le décret de 1928 est par la suite repris et adapté en divers points de l'empire où se posait la question du statut des métis. La catégorie sociale s'estompe après le « rapatriement » massif de métis lié aux décolonisations.
Par ce décret de 1928, le droit français de la nationalité fait référence une première fois au concept de « race » (article 2 : « la présomption que le père ou la mère, demeuré légalement inconnu, est d'origine et de race française peut être établie par tous les moyens »), douze ans avant la législation antisémite par le statut des Juifs pendant le régime de Vichy. Toutefois l'historien Nicolas Delalande relève qu'Emmanuelle Saada « démontre avec précision qu'il n'y a pas de lien, ni d'inspiration, entre l'usage de la race dans le droit colonial, et celui qui en est fait dans le droit antisémite de Vichy ».
Le décret de 1928 marque cependant une rupture en substituant une conception biologique de la paternité aux principes définis dans le Code civil, qui reposait sur la liberté des parents de choisir leurs enfants, marquant le début de l'immixtion de l'État dans les relations de filiation.